# Distelmühle
Distelmühle ist ein Gemeindeteil der Stadt Greding im Landkreis Roth (Mittelfranken, Bayern). Distelmühle liegt in der Gemarkung Greding.

## Lage
Die Einödmühle liegt in der Südlichen Frankenalb rund anderthalb Kilometer südöstlich der Altstadt von Greding und östlich der Bundesautobahn 9 am Distelmühlbach, einem linken Zufluss der Schwarzach. Sie ist umgeben von den Fluren Am Mühlbach, Nachtfeld, Ziegelbuch und Distelfeld. Die Mühle ist über eine Abzweigung in östlicher Richtung von der Staatsstraße 2227 (= „Kindinger Straße“) zwischen Greding im Norden und Mettendorf im Süden zu erreichen.

## Geschichte
Bei der Distelmühle wurden 1910 zwei Hütten als keltische Besiedelungsspuren aus der Latènezeit ausgegraben; die Funde kamen in die Prähistorische Staatssammlung München. Die Distelmühle wurde so benannt, weil sie wahrscheinlich an einer distelreichen Stelle lag.
Gegen Ende des Alten Reiches, um 1800, gehörte die oberschlägige Mühle grundherrlich den Schenken von Geyern; Vogtei und Hochgerichtsbarkeit übte das Richteramt Greding des Unteren Hochstifts Eichstätt aus.
Durch die Säkularisation des Hochstiftes wurde die Mühle 1802 großherzoglich-toskanisch. Nur wenig später, 1806, kam sie an das Königreich Bayern und dort in den Steuerdistrikt Greding, der durch das Gemeindeedikt von 1818 unter Herausnahme der beiden Orte Hausen und Mettendorf in die gleichnamige Munizipalgemeinde umgewandelt wurde. Diese gehörte zum Landgericht Beilngries und ab 10. Mai 1812 zum Landgericht Greding. Bei der Gebietsreform in Bayern 1971/72 verblieb die Mühle bei der Stadt Greding, die dem neuen mittelfränkischen Landkreis Roth zugeordnet wurde.
1823, als die Müllerfamilie aus vier männlichen und drei weiblichen Personen bestand, wurde neben dem Betrieb der Mahlmühle Getreide angebaut und Viehzucht betrieben. 1871 hatte die Müllerfamilie zwei Pferde und sieben Stück Rindvieh.

### Einwohnerentwicklung
- 1818: 7 Einwohner[11]
- 1823: 7 (1 Haus, 1 Familie)[9][8]
- 1836: 6 (1 Haus)[12]
- 1840: 7 Einwohner[13]
- 1852: 7 (1 Haus)[14]
- 1861: 7 Einwohner[15]
- 1871: 13 (5 Gebäude)[10]
- 1885: 10 Einwohner[16]
- 1900: 6 (1 Wohngebäude)[17]
- 1925: 7 Einwohner[18]
- 1950: 7 (1 Wohngebäude)[19]
- 1961: 6 (1 Wohngebäude)[20]
- 1970: 5 Einwohner[21]
- 1987: 3 (1 Wohngebäude, 1 Wohnung)[1]

## Baudenkmäler
Als Baudenkmäler gelten das ehemalige Müllerwohnhaus mit rückseitigem Fachwerkgiebel aus dem 17./18. Jahrhundert und eine ehemalige Stallscheune aus dem Anfang des 19. Jahrhunderts.

## Sonstiges
Der 12,1 km lange Gredinger (Rund-)Wanderweg Nr. 10 („Adolf-Hackner-Weg“) führt an dem Mühlenanwesen vorbei. Auch der 122,5 km lange „Kulturwanderweg“ Allersberg-Thalmässing berührt die Distelmühle.